# Вендл (Северна Каролина)
Вендл (енгл. Wendell) град је у америчкој савезној држави Северна Каролина.

## Демографија
По попису из 2010. године број становника је 5.845, што је 1.598 (37,6%) становника више него 2000. године.
| Група             | 2000.         | 2010.         |
| Белци             | 2.894 (68,1%) | 3.211 (54,9%) |
| Афроамериканци    | 1.022 (24,1%) | 1.768 (30,2%) |
| Азијати           | 17 (0,4%)     | 52 (0,9%)     |
| Хиспаноамериканци | 251 (5,9%)    | 673 (11,5%)   |
| Укупно            | 4.247         | 5.845         |